# إيان هيلبرون
إيان هيلبرون (بالإنجليزية: Ian Heilbron)‏ (مواليد 6 نوفمبر 1886 - الوفاة 14 سبتمبر 1959)، هو كيميائي إسكتلندي، من الرواد في مجال الكيمياء العضوية والعلاجية المطورة من أجل الاستخدام الصناعي.

## النشأة والتعليم
ولد هيلبرون في غلاسكو في 6 نوفمبر 1886، وتلقى تعليمه في مدرسة غلاسكو الثانوية ثم الكلية التقنية الملكية. وبعد أن حصل على زمالة كارنيغي، درس في جامعة لايبزيغ تحت إشراف آرثر رودولف هانتش.

## المهن
- محاضر بالكلية التقنية الملكية، 1909-14.
- خدم كضابط في الجيش البريطاني، 1910-20، وحصل على وسام الخدمة المتميزة في 1918 بفضل خدماته المتصلة بعمليات في «سالونيك». وقد كان أيضا ضابط أمن فمنحته الحكومة اليونانية جائزة المنقذ.
- أستاذ الكيمياء العضوية بالكلية التقنية الملكية، 1919-20.
- أستاذ بجامعة ليفربول، 1920-33 (قاعة هيث هاريسون للكيمياء العضوية).
- أستاذ بجامعة مانشستر، 1933-38 (قاعة السير صموئيل هول للكيمياء، 1935-38).
- أستاذ بكلية لندن الإمبراطورية، 1938-49.
- مدير مؤسسة أبحاث قطاع صناعة الخمور 1949-58.

وأثناء الحرب العالمية الثانية من 1939 إلى 1942 كان يعمل كمستشار علمي لإدارة البحث العلمي في وزارة الإمدادات، وبعد 1942 تقلد نفس المنصب لدى وزارة الإنتاج.

## الجوائز والأوسمة
في تقدير لجهوده خلال الحرب، تم تعيينه فارسا في 1946، وانتخبت كذلك زميلا في الجمعية الملكية في 1931. كما قامت الجمعية الكيميائية الأمريكية بتكريمه، حيث منحته قلادة بريستلي، في عام 1945، وعام 1951 حاز على القلادة الملكية.